# 1631
| 1631               |
| ------------------ |
| Dødsfald - Fødsler |
|                    |

| Gregoriansk kalender | 1631 MDCXXXI            |
| Ab urbe condita      | 2384                    |
| Armensk kalender     | 1080 ԹՎ ՌՁ              |
| Kinesiske kalender   | 4327 – 4328 庚午 – 辛未 |
| Etiopisk kalender    | 1623 – 1624             |
| Jødisk kalender      | 5391 – 5392             |
| Hindukalendere       |                         |
| - Vikram Samvat      | 1686 – 1687             |
| - Shaka Samvat       | 1553 – 1554             |
| - Kali Yuga          | 4732 – 4733             |
| Iransk kalender      | 1009 – 1010             |
| Islamisk kalender    | 1041 – 1042             |

Konge i Danmark: Christian 4. 1588-1648
Se også 1631 (tal)

## Begivenheder
- Nyboder påbegyndes som et boligkvarter for flådens folk i København
- 10. april - en forordning forbyder tiggeri i København
- 20. maj - Magdeburg i Tyskland indtages af styrker fra det tysk-romerske rige, der massakrerer de fleste af indbyggerne i en af de blodigste episoder i Trediveårskrigen

## Født
- 22. februar Peder Syv, folkemindesamler, fødes i Kirke Syv ved Roskilde; han dør i 1702.

## Dødsfald
- 4. oktober – Sophie af Mecklenburg, dansk dronning (født 1557).